# USA:s handelsrepresentant

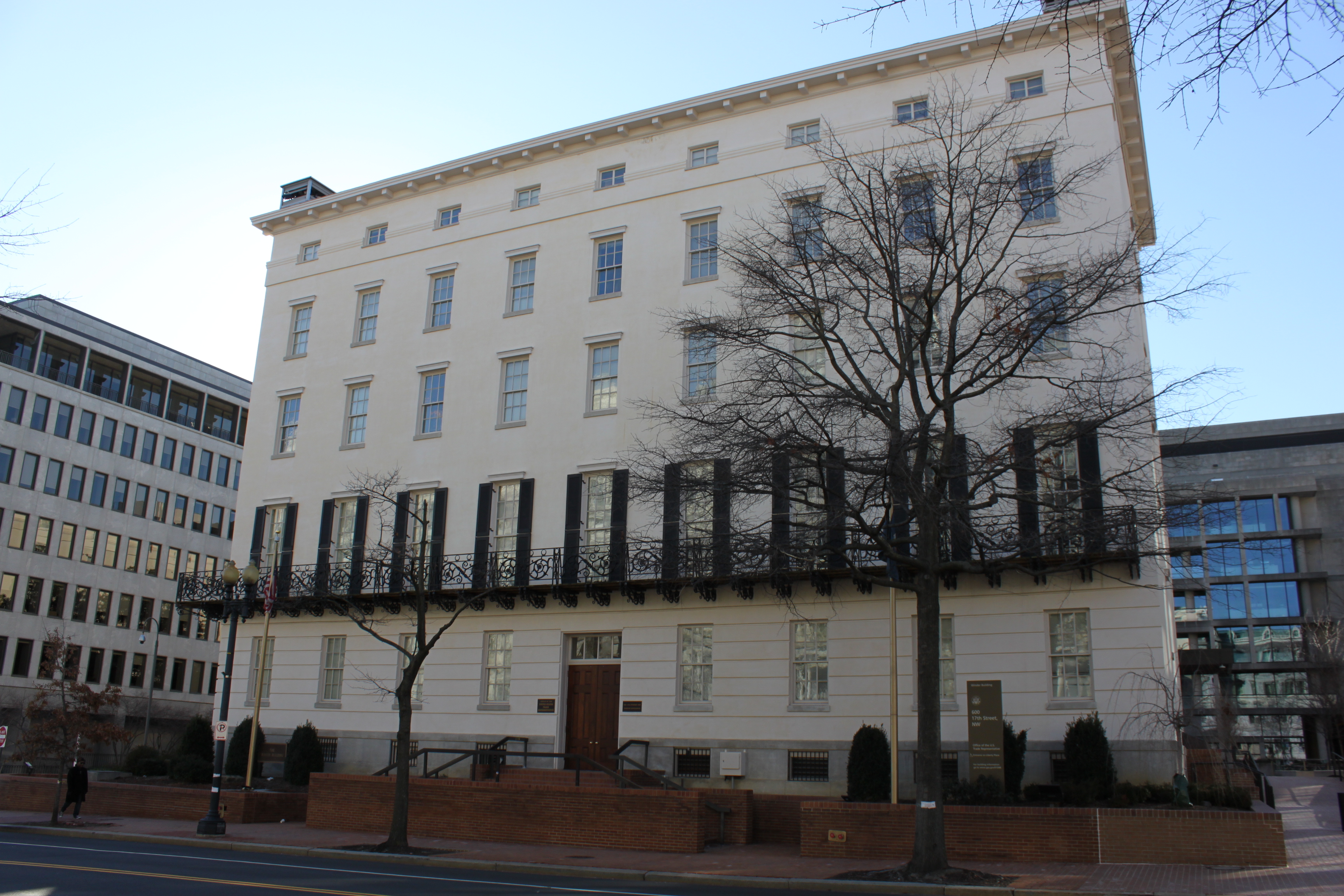
Winder Building, stax väster om Vita huset är handelsrepresentantens säte i Washington, DC.

USA:s handelsrepresentant (engelska: United States Trade Representative, vanligen förkortat som USTR) är en hög befattning inom USA:s federala statsmakt som ansvarar för att utveckla och ge rekommendationer angående USA:s handelspolitik till USA:s president, har plenipotentiär fullmakt att genomföra såväl bilaterala och multilaterala handelsförhandlingar och till uppgift att samordna internationella handelsfrågor. Handelsrepresentanten har ambassadörsrang och åtnjuter samma förmåner som andra beskickningschefer.
Handelsrepresentanten utses av presidenten med senatens godkännande ("råd och samtycke").

## Bakgrund
Befattningen som handelsrepresentant infördes av president John F. Kennedy genom undertecknandet av exekutivorder 11075 den 15 januari 1963.
Genom införandet av Trade Act of 1974  utökades ansvaret och befattningen gavs varaktig och ökad tyngd med lagstöd, vilket även gjorde handelsrepresentanten ansvarig inför USA:s kongress.

## Organisation
Handelsrepresentanten är chef för Office of the United States Trade Representative (förkortning: USTR) som är den organisation runtomkring som biträder denne. Huvudkontoret är beläget i Washington, D.C. samt med sidokontor i Beijing, Bryssel, Genéve och Mexico City. USTR företräder USA i frågor som rör Allmänna tull- och handelsavtalet/Världshandelsorganisationen (WHO) och samt i handelsfrågor inom Organisationen för ekonomiskt samarbete och utveckling (OECD).
Även om handelsrepresentanten och dennes kontor formellt ingår i USA:s presidentkansli så kan presidenten inte likt andra poster inom den politiska staben (stabschef, säkerhetsrådgivare, pressekreterare etc) tillsätta vem som helst, eftersom ämbetet som handelsrepresentant är kodifierat i av USA:s kongress stiftad lag med substantiella befogenheter; därför måste den som presidenten vill tillsätta, i enlighet med utnämningsklausulen i USA:s konstitution, först erhålla senatens godkännande ("råd och samtycke") innan tillträdet.

## USA:s handelsrepresentanter

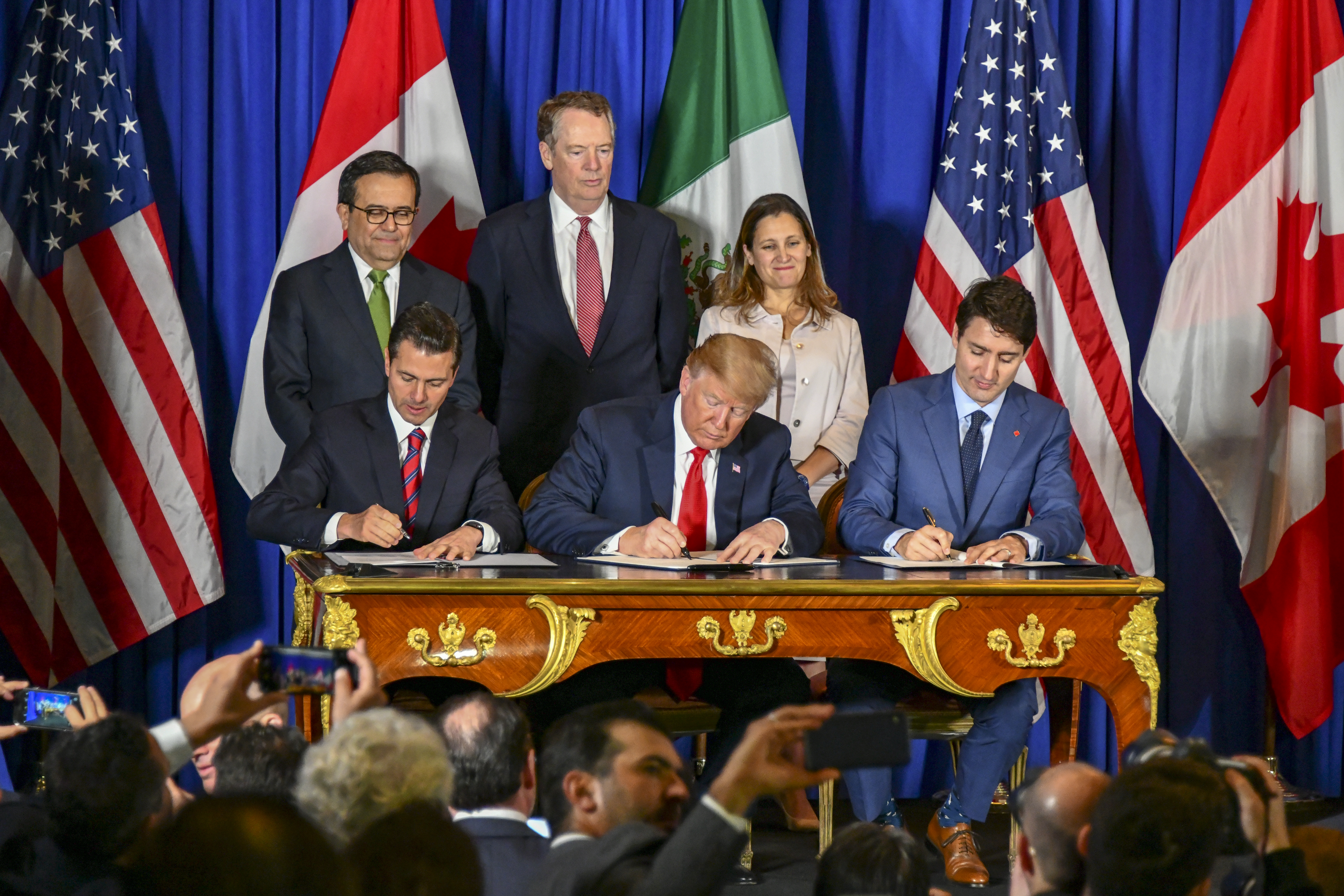
USA:s handelsrepresentant Robert Lighthizer står bakom president Donald Trump när denne tillsammans med företrädare för Kanada (Kanadas premiärminister Justin Trudeau & utrikesminister Chrystia Freeland) och Mexiko (Mexikos president Enrique Peña Nieto & ekonomiminister Ildefonso Guajardo Villarreal) undertecknar frihandelsavtalet United States–Mexico–Canada Agreement (USMCA) som ersätter NAFTA under G-20 toppmötet i Buenos Aires, 30 november 2018.

| Nr  | Porträtt | Namn                   | Tillträde        | Avgång            | President utnämnd av | Not   |
| --- | -------- | ---------------------- | ---------------- | ----------------- | -------------------- | ----- |
| 1.  |          | Christian Herter       | 10 december 1962 | 30 december 1966  | John F. Kennedy      | [ 6 ] |
| 2.  |          | William M. Roth        | 24 mars 1967     | 20 januari 1969   | Lyndon B. Johnson    | [ 6 ] |
| 3.  |          | Carl J. Gilbert        | 6 augusti 1969   | 21 september 1971 | Richard Nixon        | [ 6 ] |
| 4.  |          | William Denman Eberle  | 12 november 1971 | 24 december 1974  | Richard Nixon        | [ 6 ] |
| 5.  |          | Frederick B. Dent      | 26 mars 1975     | 20 januari 1977   | Gerald Ford          | [ 6 ] |
| 6.  |          | Robert Schwarz Strauss | 30 mars 1977     | 17 augusti 1979   | Jimmy Carter         | [ 6 ] |
| 7.  |          | Reubin Askew           | 1 oktober 1979   | 31 december 1980  | Jimmy Carter         | [ 6 ] |
| 8.  |          | Bill Brock             | 23 januari 1981  | 29 april 1985     | Ronald Reagan        | [ 6 ] |
| 9.  |          | Clayton Yeutter        | 1 juli 1985      | 20 januari 1989   | Ronald Reagan        | [ 6 ] |
| 10. |          | Carla Anderson Hills   | 6 februari 1989  | 20 januari 1993   | George H.W. Bush     | [ 6 ] |
| 11. |          | Mickey Kantor          | 22 januari 1993  | 12 april 1996     | Bill Clinton         | [ 6 ] |
| 12. |          | Charlene Barshefsky    | 12 april 1996    | 20 januari 2001   | Bill Clinton         | [ 6 ] |
| 13. |          | Robert Zoellick        | 7 februari 2001  | 22 februari 2005  | George W. Bush       | [ 6 ] |
| 14. |          | Rob Portman            | 17 maj 2005      | 29 maj 2006       | George W. Bush       | [ 6 ] |
| 15. |          | Susan Schwab           | 8 juni 2006      | 20 januari 2009   | George W. Bush       | [ 6 ] |
| 16. |          | Ron Kirk               | 18 mars 2009     | 15 mars 2013      | Barack Obama         | [ 6 ] |
| 17. |          | Michael Froman         | 21 juni 2013     | 20 januari 2017   | Barack Obama         | [ 6 ] |
| 18. |          | Robert Lighthizer      | 15 maj 2017      | 20 januari 2021   | Donald Trump         | [ 6 ] |
| 19. |          | Katherine Tai          | 18 mars 2021     | 20 januari 2025   | Joe Biden            |       |
| 20. |          | Jamieson Greer         | 27 februari 2015 | inkumbent         | Donald Trump         |       |